# Vidmantas Plečkaitis
Vidmantas Plečkaitis, född 17 februari 1957 i Klaipėda i Litauen, är en  litauisk målare, konstnär och politiker. Han är en före detta vice borgmästare i staden Klaipėda.